# Eleição municipal de Botucatu em 2024
A eleição municipal de Botucatu em 2024 foi o 19.º pleito eleitoral realizado na história do município. Ocorreu oficialmente em 6 de outubro e foi disputada em turno único, dado que Botucatu por não ter 200 000 eleitores registrados e aptos ao voto, não atende ao critério eleitoral definido pelo inciso II do artigo n.º 29 da Constituição Federal para a realização de um 2.º turno caso nenhum dos candidatos a prefeito alcance maioria absoluta dos votos. Neste caso, o(a) vencedor(a) é escolhido por maioria simples.
Segundo dados do Tribunal Superior Eleitoral, 110 340 eleitores compunham o eleitorado botucatuense apto a eleger 1 prefeito, 1 vice–prefeito e 11 vereadores para a Câmara Municipal em 2024.

## Candidaturas oficiais
| Candidaturas deferidas pelo TSE para a disputa eleitoral | Candidaturas deferidas pelo TSE para a disputa eleitoral | Candidaturas deferidas pelo TSE para a disputa eleitoral | Candidaturas deferidas pelo TSE para a disputa eleitoral | Candidaturas deferidas pelo TSE para a disputa eleitoral | Candidaturas deferidas pelo TSE para a disputa eleitoral | Candidaturas deferidas pelo TSE para a disputa eleitoral                                                       | Candidaturas deferidas pelo TSE para a disputa eleitoral |
| N.º                                                      | N.º                                                      | Candidato(a) a prefeito(a)                               | Candidato(a) a prefeito(a)                               | Candidato(a) a vice-prefeito(a)                          | Candidato(a) a vice-prefeito(a)                          | Coligação | Situação                                                 |
| -------------------------------------------------------- | -------------------------------------------------------- | -------------------------------------------------------- | -------------------------------------------------------- | -------------------------------------------------------- | -------------------------------------------------------- | --- | -------------------------------------------------------- |
|                                                          | 12                                                       |                                                          | Rose Ielo (PDT)                                          |                                                          | Professor Josias (PDT)                                   | partido isolado                                                                                                | Não eleito                                               |
|                                                          | 13                                                       |                                                          | Domingos Neves (PT)                                      |                                                          | Bernadete Francisco (PT)                                 | Federação Brasil da Esperança PT / PCdoB / PV                                                                  | Não eleito                                               |
|                                                          | 50                                                       |                                                          | Thalita Tavares (PSOL)                                   |                                                          | Luiz Ribeiro (PSOL)                                      | Federação PSOL–REDE PSOL / REDE                                                                                | Não eleito                                               |
|                                                          | 55                                                       |                                                          | Fábio Leite (PSD)                                        |                                                          | André Spadaro (PSD)                                      | Botucatu sempre pra frente PSD / Republicanos / Progressistas / MDB / PODE / PL / PRD / PSB / PSDB / Cidadania | Eleito                                                   |

## Resultados eleitorais

### Poder Executivo
Fábio Leite (PSD) sagrou-se vencedor do pleito eleitoral por ampla margem após obter 50 853 votos, o equivalente a 75,75% dos votos válidos. Seu mandato à frente da Prefeitura de Botucatu iniciou-se em 1 de janeiro de 2025 e será concluído em 31 de dezembro de 2028.
| Candidatos a prefeito(a)   | Candidatos a prefeito(a) | Candidatos a vice-prefeito(a) | Votação | Votação     |
| Candidatos a prefeito(a)   | Candidatos a prefeito(a) | Candidatos a vice-prefeito(a) | Total   | Porcentagem |
| -------------------------- | ------------------------ | ----------------------------- | ------- | ----------- |
|                            | Fábio Leite (PSD)        | André Spadaro (PSD)           | 50 853  | 75,75%      |
|                            | Rose Ielo (PDT)          | Professor Josias (PDT)        | 12 316  | 18,34%      |
|                            | Thalita Tavares (PSOL)   | Luiz Ribeiro (PSOL)           | 2 272   | 3,38%       |
|                            | Domingos Neves (PT)      | Bernadete Francisco (PT)      | 1 695   | 2,52%       |
| Total de votos válidos     | Total de votos válidos   | Total de votos válidos        | 67 136  | 67 136      |
| Votos apurados             |                          |                               |         |             |
| Votos válidos              | Votos válidos            | Votos válidos                 | 67 136  | 85,01%      |
| Votos em branco            | Votos em branco          | Votos em branco               | 5 006   | 6,34%       |
| Votos nulos                | Votos nulos              | Votos nulos                   | 6 828   | 8,65%       |
| Total de votos apurados    | Total de votos apurados  | Total de votos apurados       | 78 970  | 78 970      |
| Participação do eleitorado |                          |                               |         |             |
| Comparecimentos            | Comparecimentos          | Comparecimentos               | 78 970  | 71,57%      |
| Abstenções                 | Abstenções               | Abstenções                    | 31 370  | 28,43%      |
| Total de eleitores aptos   | Total de eleitores aptos | Total de eleitores aptos      | 110 340 | 110 340     |
| Fonte: g1                  |                          |                               |         |             |

### Poder Legislativo
No sistema proporcional, pelo qual são eleitos os vereadores, o voto dado a um(a) candidato(a) é primeiro considerado para o partido ao qual ele(a) é filiado(a). O total de votos de um partido é que define quantas cadeiras este terá. Definidas as cadeiras, os candidatos(as) mais votados(as) do partido são chamados a ocupá-las.
Abaixo encontram-se os candidatos a vereador eleitos e reeleitos para a 14.ª legislatura, iniciada em 1 de janeiro de 2025 e e que se encerrará em 31 de dezembro de 2028.
| N.º   | Candidato(a)         | Partido político | Votos obtidos | Porcentagem | Situação    |
| ----- | -------------------- | ---------------- | ------------- | ----------- | ----------- |
| 11000 | Abelardo             | Progressistas    | 4 698         | 6,90%       | Reeleito(a) |
| 12222 | Ielo                 | PDT              | 3 631         | 5,33%       | Eleito(a)   |
| 55888 | Sargento Laudo       | PSD              | 1 824         | 2,68%       | Reeleito(a) |
| 15600 | Cula                 | MDB              | 1 774         | 2,61%       | Reeleito(a) |
| 45100 | Curumim              | PSDB             | 1 679         | 2,47%       | Reeleito(a) |
| 45555 | Lelo Pagani          | PSDB             | 1 494         | 2,19%       | Eleito(a)   |
| 55555 | Erika da Liga do Bem | PSD              | 1 491         | 2,19%       | Reeleito(a) |
| 15300 | Carlos Trigo         | MDB              | 1 455         | 2,14%       | Eleito(a)   |
| 20111 | Nuno Garcia          | PODE             | 1 331         | 1,95%       | Eleito(a)   |
| 11123 | Valmir Reis          | Progressistas    | 1 264         | 1,86%       | Eleito(a)   |
| 15500 | Welinton Japa        | MDB              | 1 258         | 1,85%       | Eleito(a)   |